# 증거주의
증거주의(證據主義, 영어: evidentialism)란 인식론적 정당성에 관한 주장이다. 그것은 지식이 필요하다고 생각된다는 점에서 사람들이 정당하게 혹은 이성적으로 믿어지는 것에 관한 이론이다. 전제주의 변증법과는 다른 접근 방식이다.

## 비판
증거주의를 비판하는 사람들은 단지 하나의 증거가 결론을 지지만 한다면 결론은 정당화될 수 있다는 주장을 거부한다.